# Kurts Klāsens
Kurts Klāsens (Kurt Classen ; 1893-1973) est un skipper letton. Il participe à deux Jeux olympiques.

## Jeux olympiques
- Jeux olympiques d'été de 1928 à Amsterdam  Pays-Bas[1]
  - 11e position au dériveur mixte monoplace.